# Berchemia girardiana
Berchemia girardiana är en brakvedsväxtart som beskrevs av Schn.. Berchemia girardiana ingår i släktet Berchemia och familjen brakvedsväxter. Inga underarter finns listade i Catalogue of Life.